# 空えぐみ
空 えぐみ（そら えぐみ）は、日本の漫画家。大阪府出身、沖縄県うるま市在住。顔や年齢は非公開で活動している。

## 来歴
雑誌『Windows100%』（晋遊舎）2011年3月号にて、4コマ漫画『ニコニコ家族計画』を発表。『週刊ヤングジャンプ』（集英社）2011年50号にて、4コマ漫画『ニポンゴ』が読切として掲載される。その後、同誌2012年31号から2014年15号まで連載された。『週刊ヤングジャンプ』（集英社）2014年48号にて、『天野家四つ子は血液型が全員違う!』が読切として掲載。その後、『天野家四つ子は血液型が全員違う。』に改題され、同誌2015年32号から2016年19号まで連載された。
東京に住み、関東を拠点として活動した後、沖縄県に移住。2020年1月10日より『くらげバンチ』（新潮社）にて『沖縄で好きになった子が方言すぎてツラすぎる』を連載している。同作は沖縄県の書店では「『ONE PIECE』の最新刊より売れたと話題」となる。

## 人物
- 好きな作家として、石黒正数、うすた京介、高津カリノ、ちょぼらうにょぽみ、増田こうすけ、森田まさのりを挙げている[11]。また、河合孝典とは親交がある。[要出典]
- 自動二輪の大型免許を所持している[12]。
- 山芳製菓の『わさビーフ』が好物である[13]。

## 作品リスト

### 連載
- ニポンゴ（『週刊ヤングジャンプ』2012年31号[6] - 2014年15号）
- 天野家四つ子は血液型が全員違う。（『週刊ヤングジャンプ』2015年32号[8] - 2016年19号[9]）
- 沖縄で好きになった子が方言すぎてツラすぎる（『くらげバンチ』2020年1月10日[10] - 連載中）

### 読み切り
- ニコニコ家族計画（『Windows100%』2011年3月号）
- ニポンゴ（『週刊ヤングジャンプ』2011年50号[5]）
- タイトル不明（原作：原悠衣、『きんいろモザイク アンソロジーコミック』2013年[14]） - 『きんいろモザイク』と『ニホンゴ』のコラボ漫画[14]。
- 彼女いわく。（『ミラクルジャンプ』2014年5月号）
- ベテラン子役!なのんちゃん（『ミラクルジャンプ』2014年8月号[15]）
- 天野家四つ子は血液型が全員違う!（『週刊ヤングジャンプ』2014年48号[7]）
- バツギャル（『週刊ヤングジャンプ』2016年33号[16]）

### 書籍
- 『ニポンゴ』、集英社〈ヤングジャンプ コミックス愛蔵版〉2013年 - 2014年、全4巻
- 『天野家四つ子は血液型が全員違う。』、集英社〈ヤングジャンプ コミックス〉2016年、全2巻
- 『沖縄で好きになった子が方言すぎてツラすぎる』、新潮社〈バンチコミックス〉2020年 - 、既刊10巻（2025年5月9日現在）

## メディア出演

### ラジオ
- 「ベンビーのオリジンアワーHUB」fm那覇、2022年9月2日放送[4]